# Callioratis grandis
Callioratis grandis là một loài bướm đêm trong họ Geometridae.